# Nephelium laurinum
Nephelium laurinum är en kinesträdsväxtart som beskrevs av Carl Ludwig von Blume. Nephelium laurinum ingår i släktet Nephelium och familjen kinesträdsväxter. Inga underarter finns listade i Catalogue of Life.